# Alexandru Ionescu-Ghibericon
Alexandru Ionescu-Ghibericon (n. 3 august 1891, Brăila, România – d. 28 mai 1960) a fost un actor român de teatru și film.

## Biografie
S-a născut în 3 august 1891 la Brăila și a fost fratele mai mic al filozofului, jurnalistului și profesorului universitar Nae Ionescu (1890-1940). A activat la Teatrul Național din Cluj din 1919 până în 1926, jucând în această perioadă în 70 din cele 145 de piese reprezentate pe scena teatrului, în regia lui Sică Alexandrescu. S-a mutat la București în anul 1926, jucând pentru mai multe companii teatrale particulare printre care Teatrul Mic, Teatrul „Tudor Mușatescu”, Teatrul Comedia și Teatrul Vesel și înființând, împreună cu Sică Alexandrescu și cu Constantin Toneanu, compania Teatrul Nostru. A jucat adesea pe scenele grădinilor de vară, printre care și grădina Marconi. În perioada interbelică s-a impus ca un mare actor de comedie, ieșind în evidență prin „stilul autenticității și comicul grotesc”.
În anul 1930 a devenit societar al Teatrului Național din București, unde a interpretat zeci de roluri până la sfârșitul carierei sale. A jucat inclusiv în anii de început ai epocii comuniste, fiind trecut pe afișe cu numele Alexandru Ghibericon, pentru a nu fi asociat cu fratele său, Nae Ionescu.
În anul 1956 a fost distins cu titlul de artist emerit.
A decedat, după o boală grea, la 26 mai 1960 și a fost înmormântat, două zile mai târziu, în Cimitirul Bellu.

## Filmografie
- Bulevardul Fluieră vântu (1950) - Pohrib
- Răsună valea (1950) - cârciumarul Vasilescu
- Desfășurarea (1954)
- Ciulinii Bărăganului (1958)
- Telegrame (1960)

## Distincții
- Ordinul Muncii clasa a II-a (23 ianuarie 1953) „pentru merite deosebite, pentru realizări valoroase în artă și pentru activitate merituoasă”[8]
- titlul de Artist emerit al Republicii Populare Romîne (3 noiembrie 1956) „pentru merite deosebite în activitatea artistică”[9]

## Legături externe
- Alexandru Ionescu-Ghibericon la Internet Movie Database